# Schloss Stupinigi

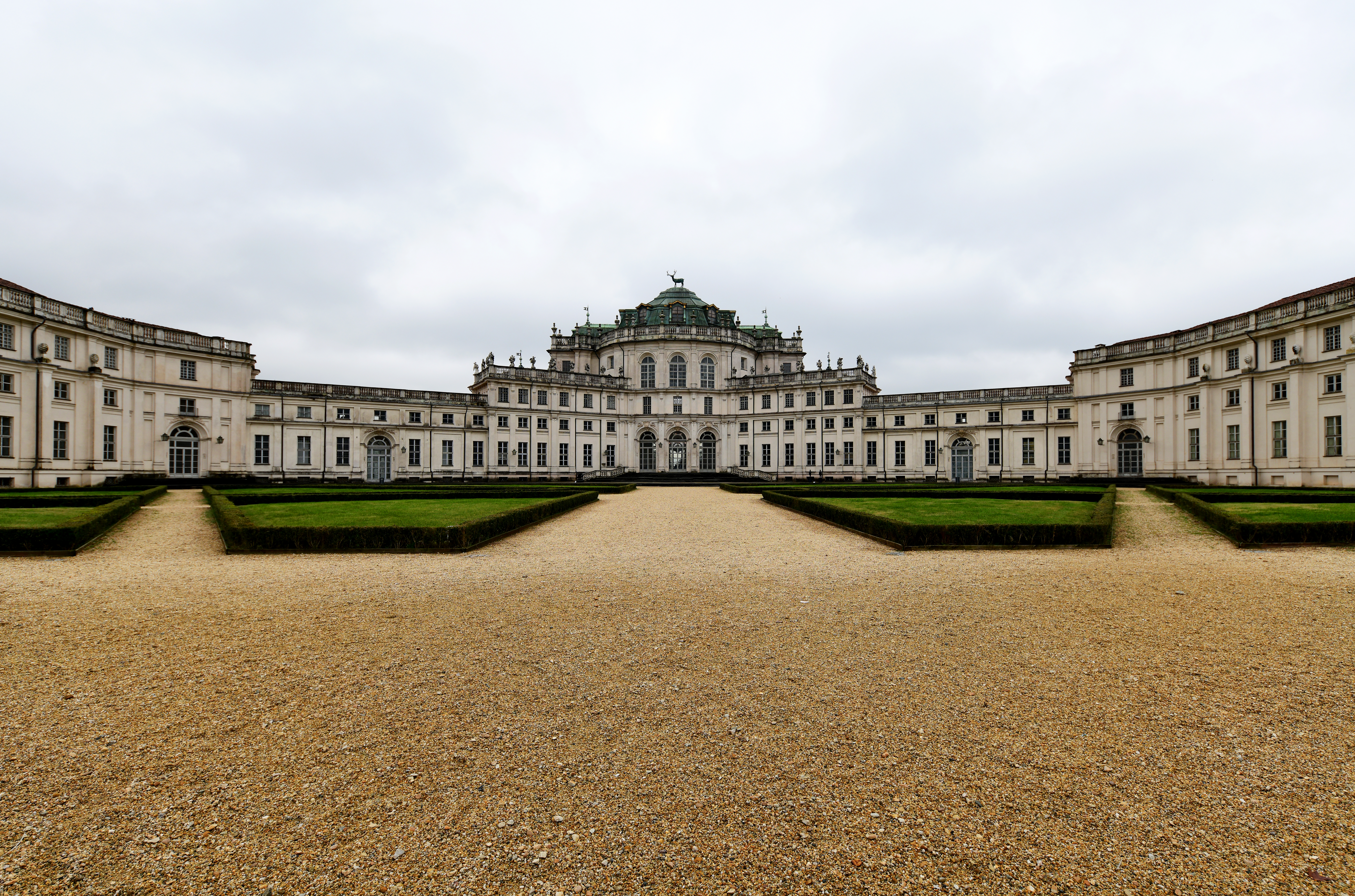
Stupinigi, Corps de Logis

Das Schloss von Stupinigi (ital. palazzina di caccia di Stupinigi, dt. Jagdschlösschen von Stupinigi), circa zehn Kilometer südwestlich von Turin in Italien in der Gemeinde Nichelino, war ein Jagdschloss der Herzöge von Savoyen. Der 1729 begonnene Bau ist ein Hauptwerk des Barockarchitekten Filippo Juvarra und steht auf der Liste des UNESCO-Welterbes.

## Geschichte des Schlosses

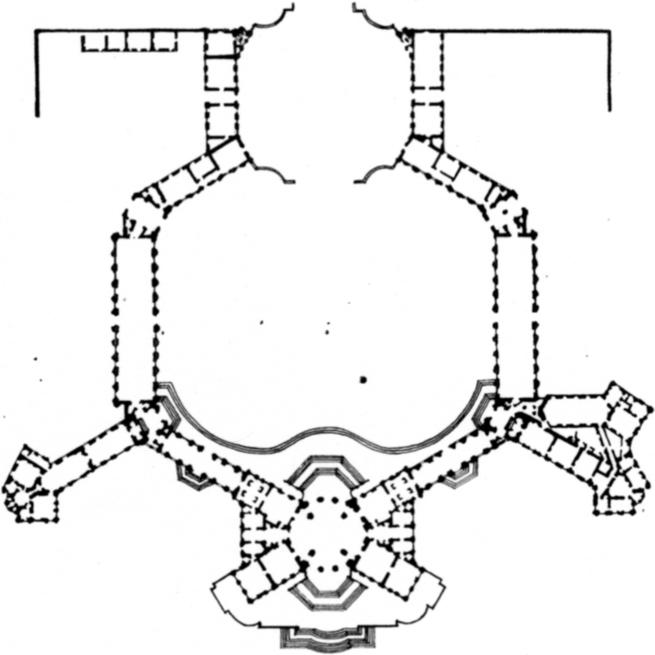
Stupinigi, Grundriss. Die Zufahrtsallee Richtung Turin führt oben aus dem Bild heraus.

Herzog Viktor Amadeus II. wünschte sich in der Nähe der Residenzstadt Turin ein zeitgemäßes Jagdhaus und beauftragte seinen Hofarchitekten Filippo Juvarra mit dem Bau eines Schlosses. Juvarra hatte bisher eine glänzende Karriere im Dienst der Savoyer beschrieben und legte 1729 die Pläne für sein letztes großes Werk in Italien vor.
Der Bau Juvarras und Kern des künftigen Barockschlosses bestand aus einem großen, mehreckigen und kuppelüberwölbten Festsaal, der mit vier Flügelbauten in der Form eines Andreaskreuzes gerahmt war. Diese vier Flügel nahmen weitere Festsäle und die Privaträume des Herrscherpaares auf, der Bau war bis 1734 weitgehend beendet. Juvarra hatte sorgfältig auch die kleinsten Details des Palastes geplant, bis er 1735 nach Spanien abreiste und den vollendeten Bau hinter sich ließ. Bereits wenige Jahre später erschien dem neuen Herzog Karl Emanuel III. dieses „Palazzina“ genannte Schlösschen zu klein und er beauftragte die Architektenfamilie Bernard mit der Erweiterung des Baus durch Anfügung einer Reihe von Seitenflügeln, wodurch das Schlösschen sich zum Schloss erweiterte.

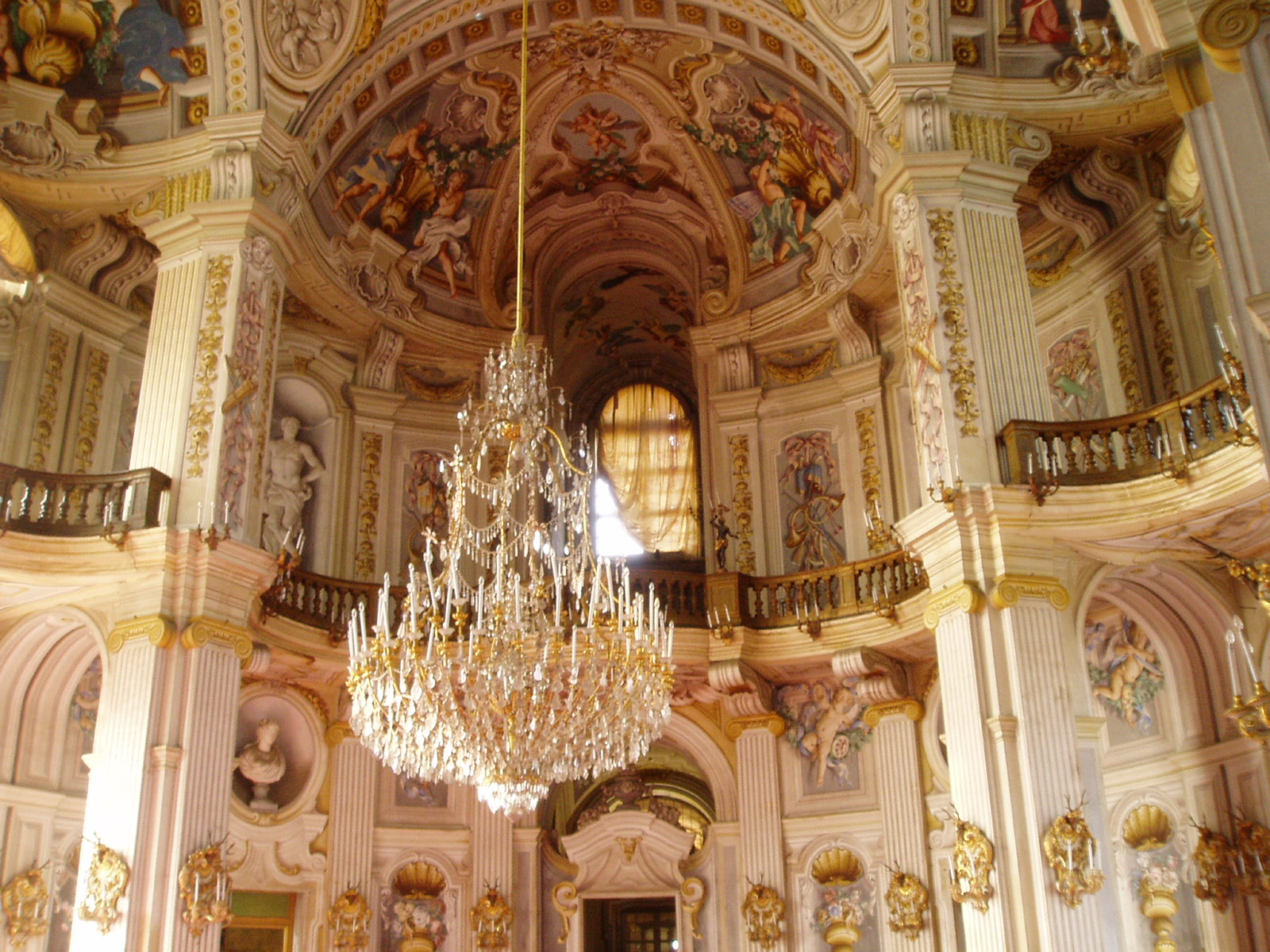
Der Große Saal im Hauptbau des Schlosses

## Architektur und Ausstattung
Eine breite Allee, die ihren stadtseitigen Fluchtpunkt im Königspalast findet, läuft schnurgerade auf das Jagdschloss zu. Mitten durch eine Abfolge von Flügelbauten hindurch nähert sich der Besucher dem großen, sechseckigen Ehrenhof vor dem Hauptgebäude. Seine Kuppel wird von einem kupfernen Hirschen bekrönt und deutet damit schon von weitem den Zweck des Gebäudes an. Dessen Zentrum ist der salone, ein runder, architektonisch klar begrenzter, aber reich dekorierter Festsaal, der von einer auf vier Pfeilern ruhenden Kuppel überspannt wird. Ausgestattet mit augentäuschender Architekturmalerei und reicher Dekoration sah ein Zeitgenosse in ihm „ein capricchio oder den Traum eines Architekten, der in einem Palast undenkbar wäre, den man aber in einem Landhaus wagen zu können glaubte“. Auch andere Räume des Schlosses sind im ursprünglichen, stilreinen Zustand der bis etwa 1760 vervollständigten Ausstattung erhalten geblieben. Sie wird bestimmt durch helle Farben und eine heitere Grundstimmung. Kostbare Materialien wie Spiegel, chinesische Tapeten und Seidenstoffe, aufwändige Schnitzereien und illusionistische Himmelsmalerei bedienten die Bedürfnisse nach neuen Reizen in einer Gesellschaft, die durch diesen Luxus mit anderen europäischen Fürstenhöfen konkurrierte. Das zentrale Motiv der Innenausstattung ist die Jagd, auf die in zahlreichen Gemälden Bezug genommen wird.
Bemerkenswert ist, dass der gesamte Grundriss kaum rechte Winkel bietet und das Schloss somit bis ins Detail einem gigantischen Ornament gleicht, zusammen mit den heiteren Dekorationen der Fassaden deutet der Bau damit schon das nahende Rokoko und die Abkehr von den strengen barocken Formen an. „Man kann ihn den genialsten aller Paläste des 18. Jahrhunderts nennen. Er bietet eine neue, gültige Interpretation der barocken Konzepte von Zentralisierung und Ausdehnung und drückt trotz seiner Ausmaße die intime und gefühlvolle Einstellung der Epoche aus“.
Das Schloss ist heute für Besucher zugänglich. Es enthält auch ein Museum zur Möbelkunst des 18. Jahrhunderts.

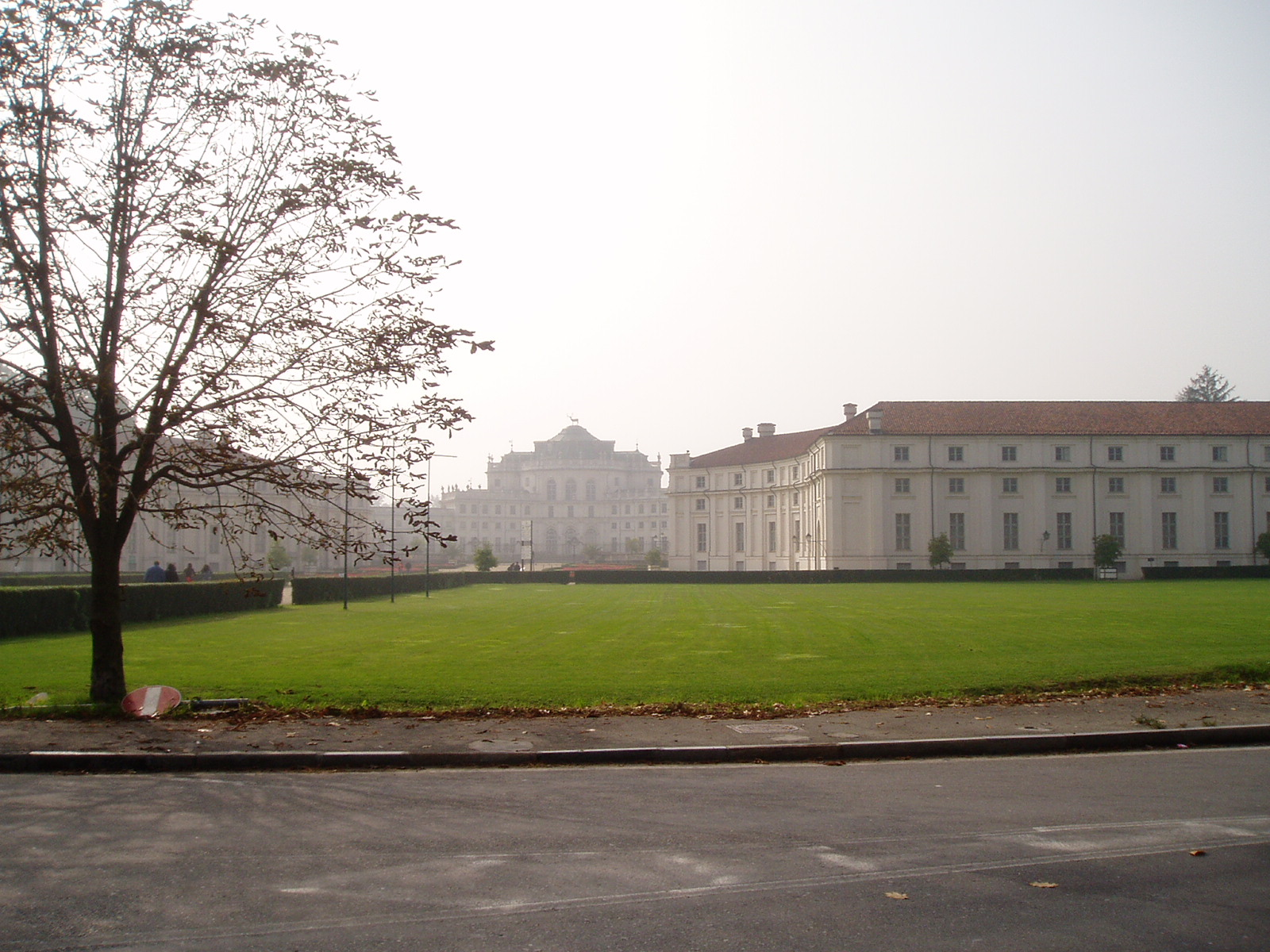
Blick in den Ehrenhof des Schlosses

## Der Park und die Umgebung
Das Schloss von Stupinigi ist der Mittelpunkt eines großen Schlossparks, welcher wiederum das Zentrum des ehemaligen Jagdgebietes darstellt. Die ineinander übergehenden Innenhöfe vor dem Palast sind mit prächtigen Buchsbaumparterres und Blumenbeeten verziert, die Umgebung ist durch die große Sichtachse gegliedert und durch einen weiten Landschaftspark geformt. Als Parco nazionale di Stupinigi steht er unter besonderem Schutz.

## Drehort
Stupinigi diente in der italienischen Telenovela Elisa di Rivombrosa als Kulisse für die Residenz des Königs.